# Walter Ivan de Azevedo
Walter Ivan de Azevedo SDB (* 8. Mai 1926 in São Paulo; † 28. Januar 2024 in Manaus) war ein brasilianischer Ordensgeistlicher und römisch-katholischer Bischof von São Gabriel da Cachoeira.

## Leben
Walter Ivan de Azevedo trat der Ordensgemeinschaft der Salesianer Don Boscos bei, legt am 14. Januar 1950 die ewige Profess ab und empfing am 8. Dezember 1953 die Priesterweihe.
Papst Johannes Paul II. ernannte ihn am 13. Mai 1986 zum Koadjutorbischof von São Gabriel da Cachoeira. Der Erzbischof von São Paulo, Paulo Evaristo Kardinal Arns OFM, spendete ihm am 27. Juli desselben Jahres die Bischofsweihe; Mitkonsekratoren waren Michele Alagna Foderá SDB, Bischof von São Gabriel da Cachoeira, und Ladislau Paz SDB, emeritierter Bischof von Corumbá.
Mit der Emeritierung Michele Alagna Foderás am 27. Februar 1988 folgte er diesem als Bischof von São Gabriel da Cachoeira nach. Am 23. Januar 2002 nahm Papst Johannes Paul II. sein altersbedingtes Rücktrittsgesuch an.